# クレージー映画
クレージー映画（クレージーえいが）とは東宝及び渡辺プロダクションが1962年から1971年暮れにかけて製作した、植木等や谷啓などのクレージーキャッツのメンバーが主演した喜劇映画の総称である。さらに無責任シリーズ、日本一シリーズ、クレージー作戦シリーズ、時代劇作品に分類される。全作品カラー、シネマスコープである。

## 誕生までの経緯
クレージーキャッツは1955年（昭和30年）に結成後、メンバーの植木等が歌う『スーダラ節』が1961年（昭和36年）夏に発売され大ヒットとなり、戦後復興期のサラリーマン群像を歌い上げるスターとして注目されており、コントにも歌にも絶妙の才能を発揮する彼らを映画に起用することは当時のメジャー5社（大映、東宝、松竹、東映、日活）にとっても最重要課題だった。結局、大映と東宝が最後まで残り、クレージーキャッツは大映を選んで弓削太郎監督による『スーダラ節 わかっちゃいるけどやめられねえ』と枝川弘監督による『サラリーマンどんと節 気楽な稼業と来たもんだ』に出演したものの、軽快な歌に反してサラリーマン生活の悲哀をストレートに表現する2本の映画は大ヒットには結びつかなかった。
また、この2本の映画でクレージーキャッツの「歌って踊れて演技もできる」という魅力を存分に引き出せないことにジレンマを感じていた所属事務所渡辺プロダクション社長の渡辺晋は、当時サラリーマン喜劇や歌謡映画でヒットを飛ばしていた東宝に話を持ちかけ、メンバーの中で一番のヒットメーカーである植木等を主演に据えた映画の製作にこぎつける。なぜ東宝でのクレージー映画第一作が『無責任』になったのかは諸説あるが、当時東宝企画部社員でシナリオを書いていた田波靖男本人の証言によると、当初、フランキー堺主演を想定して、サラリーマンとしてがんじがらめになっている現状を打破するキャラクターを描いた『無責任社員』というプロットを会社に提出したが、企画が通らずに眠っていたところを、クレージーキャッツ主演映画の企画を探していた東宝のプロデューサー・安達英三朗の目に留まり、植木等主演でこれをやろうと決まったという。なお、映画クレジットでは松木ひろしとの共同作品になっているが、松木は最後に少し直しを入れた程度で、実質的には田波単独によるオリジナルシナリオである。
監督には、戦時中パレンバン上陸作戦（蘭印作戦）で落下傘部隊として一番乗りした（本人談）武勇談を持ち、戦後東宝に入社後も反骨精神で独自の世界を築き上げていた古澤憲吾が抜擢される。古澤は同じ撮影所で黒澤明の仕事を横目で見ながら「向うがクロサワなら俺はフルサワ」と豪語して、新人監督ながら妥協しない制作姿勢を貫く監督として知られていた。古澤はまだ新人ライターだった田波のシナリオを元に、旧来の道徳観念を笑い飛ばし、持ち前の調子の良さと明るさで戦後の世相をポジティブに乗り切っていくヒーロー・平均（たいら・ひとし）を作り上げていった。
主役を演じる植木等は、元々僧侶の家庭に育ち、主人公の無責任男とは正反対の人柄であり、当初この役に反発して、古澤宅に押しかけ降板を申し出ようとしたが、古澤のキャラクターにかける意気込みと、古澤が植木のまだ隠れている才能を見抜いていることに感服し、古澤に全てを任せようと決意したという。
『ニッポン無責任時代』は1962年（昭和37年）7月29日に封切られ（併映作品は『喜劇 駅前温泉』）、コメディーだけでなく多分にミュージカル的要素も含んだこの作品は、この年の夏の興行収入トップに躍り出る大ヒット作となった。なお、完成作品を見た東宝の重役でプロデューサーの藤本真澄は、社長シリーズをはじめとするそれまでの東宝サラリーマン喜劇の登場人物とは正反対のキャラクターがのし上がるストーリーに激怒したが、ヒットしたため続編製作を決定したという。ただし、藤本の意向もあって初期のアナーキーな無責任男スタイルは、既成サラリーマン映画のベテラン脚本家である笠原良三を中心に、急速に路線変更されて行った。たとえば『日本一のホラ吹き男』は、実際は大言壮語ではあるがワーカホリック的な有言実行男が主人公であり、破天荒な言動もすべては会社のためになるという中期のクレージー映画の典型である。
1962年（昭和37年）10月には人気テレビ番組の映画化『若い季節』が、古澤監督、植木出演で封切られ、こちらも当時の人気歌手を散りばめて「東宝ミュージカル」とでも呼ぶべき洗練された世界を描いた。この二本の作品により、植木等、クレージーキャッツ、古澤憲吾の名前は、従来あり得なかったお洒落でポップなタッチで現実を切り取り表現するスターとして認知されるようになり、日本一シリーズ、クレージーシリーズと、映画の醍醐味を追求するシリーズ映画へと発展していくことになった。

## 作品一覧

### 無責任シリーズ
無責任シリーズは植木等演じる正体不明の男が会社に入って出世する物語である。
| 公開年月   | タイトル           | 監督     | 主人公 | 会社･組織名 | マドンナ              | 主題歌       |
| ---------- | ------------------ | -------- | ------ | ----------- | --------------------- | ------------ |
| 1962年7月  | ニッポン無責任時代 | 古澤憲吾 | 平均   | 太平洋酒    | 佐野愛子 （重山規子） | 無責任一代男 |
| 1962年12月 | ニッポン無責任野郎 | 古澤憲吾 | 源等   | 明音楽器    | 丸山英子 （団令子）   | 無責任一代男 |

### 日本一シリーズ
日本一シリーズはクレージーキャッツというよりむしろ植木等の主演映画であり、植木以外のメンバーが全員揃っての出演はない。植木のキャラクターは無責任男から、有言実行型のモーレツ社員へと変化し、その後もシリーズ終了まで変化を続けた。
| 公開年月   | タイトル           | 監督     | 主人公     | 会社･組織名               | マドンナ                  | 主題歌                         |
| ---------- | ------------------ | -------- | ---------- | ------------------------- | ------------------------- | ------------------------------ |
| 1963年7月  | 日本一の色男       | 古澤憲吾 | 光等       | ローズ化粧品              | 金山丸子 （団令子）       | どうしてこんなにもてるんだろう |
| 1964年6月  | 日本一のホラ吹き男 | 古澤憲吾 | 初等       | 増益電器                  | 南部可那子（浜美枝）      | ホラ吹き節                     |
| 1965年5月  | 日本一のゴマすり男 | 古澤憲吾 | 中等       | 後藤又自動車              | 細川眉子 （浜美枝）       | ゴマスリ行進曲                 |
| 1966年3月  | 日本一のゴリガン男 | 古澤憲吾 | 日本等     | 統南商事                  | 左右山百合子 （浜美枝）   | 何が何だかわからないのよ       |
| 1967年12月 | 日本一の男の中の男 | 古澤憲吾 | 小野子等   | 丸菱造船･世界ストッキング | 牧野未知子 （浅丘ルリ子） | そうだそうですその通り         |
| 1968年11月 | 日本一の裏切り男   | 須川栄三 | 日の本太郎 | オールセールス社          | 日見子 （浜美枝）         | こりゃまた結構                 |
| 1969年11月 | 日本一の断絶男     | 須川栄三 | 日本一郎   | 八百広告･北斗組           | ミミ子 （緑魔子）         | 静かな午后のひととき           |
| 1970年6月  | 日本一のヤクザ男   | 古澤憲吾 | 日本一郎   | 根本組                    | 前野登志子 （司葉子）     | 今日が命日この俺の             |
| 1970年12月 | 日本一のワルノリ男 | 坪島孝   | 日本兵助   | 世界陶器                  | 高野友紀子 （浜美枝）     | ワルノリソング                 |
| 1971年12月 | 日本一のショック男 | 坪島孝   | 日本一作   | 金丸化学                  | 山上春子 （酒井和歌子）   | パイノパイノ日本               |

### クレージー作戦シリーズ
作戦シリーズは、主に7人のメンバー全員が協力する話である。谷啓主演で他のメンバーが全員出演する『クレージーだよ奇想天外』も、このシリーズに含まれる。このシリーズは坪島孝がメイン監督を務めた。
| 公開年月   | タイトル                       | 監督                           | 主人公            | 会社･組織名                          | マドンナ                                      | 主題歌                       |
| ---------- | ------------------------------ | ------------------------------ | ----------------- | ------------------------------------ | --------------------------------------------- | ---------------------------- |
| 1963年3月  | クレージー作戦 先手必勝        | 久松静児                       | 上田ヒトシ        | よろずまとめや                       | お静（池内淳子）                              | クレージー作戦のテーマ       |
| 1963年10月 | クレージー作戦 くたばれ!無責任 | 坪島孝                         | 田中太郎          | 鶴亀製菓                             | 前川恵子（浜美枝）                            | くたばれ！無責任             |
| 1963年12月 | 香港クレージー作戦             | 杉江敏男                       | 植田等            | 第百商事･菊花亭                      | 浜野ミエ（浜美枝）                            | どうせやるなら               |
| 1964年7月  | 無責任遊侠伝                   | 杉江敏男                       | 上田ヒトシ        | 阿波商事                             | 泉カネ子（浜美枝）                            | バクチは死んでもやめられない |
| 1965年10月 | 大冒険                         | 古澤憲吾 円谷英二 （特撮監督） | 植松唯人          | 週刊トップ                           | 谷井悦子（団令子）                            | 大冒険マーチ                 |
| 1966年5月  | クレージーだよ奇想天外         | 坪島孝                         | M7･鈴木太郎       | 大聖化学                             | 城山和子（星由里子）                          | 虹を渡って来た男             |
| 1966年10月 | クレージー大作戦               | 古澤憲吾                       | 石川五郎          | 砂走刑務所バンド                     | 高山姫子（野川由美子）                        | 大作戦マーチ                 |
| 1967年1月  | クレージーだよ天下無敵         | 坪島孝                         | 猿飛三郎･犬丸丸夫 | トヨトミ電気･徳川ムセン              | 石川和子（野川由美子） 松野みどり（高橋紀子） | それはないでショ             |
| 1967年4月  | クレージー黄金作戦             | 坪島孝                         | 町田心乱          | 金友商事                             | 海野月子（浜美枝）                            | ハローラスベガス〜金だ金だよ |
| 1967年10月 | クレージーの怪盗ジバコ         | 坪島孝                         | 怪盗ジバコ        | W.C.W.C.                             | 姫野ナナ（浜美枝）                            | 余裕がありゃこそ             |
| 1968年4月  | クレージーメキシコ大作戦       | 坪島孝                         | 酒森進            | ドン･コステロ一味                    | 村山絵美（浜美枝）                            | ハイウェイギンギラマーチ     |
| 1969年1月  | クレージーのぶちゃむくれ大発見 | 古澤憲吾                       | 植村浩            | 東西電気                             | 天野好子（中山麻里）                          | 笑って笑って幸せに           |
| 1969年4月  | クレージーの大爆発             | 古澤憲吾 中野昭慶 (特撮監督)   | 大木健太郎        | GIB                                  | 毛利エリ子（松岡きっこ）                      | キンキラキン                 |
| 1971年4月  | だまされて貰います             | 坪島孝                         | 伊賀良太郎        | エンパイア・アマルガム・テクニクス社 | 早川光子（野川由美子）                        | カモン！ニューヨーク         |

### 時代劇作品
『クレージーの殴り込み清水港』は『クレージーの無責任清水港』の続編にあたり、これはクレージー映画全30作品中、唯一のケースである。『ホラ吹き太閤記』は桶狭間の戦いまでを描いており、続編は製作されなかった。
| 公開年月   | タイトル                   | 監督       | 主人公     | 会社･組織名      | マドンナ            | 主題歌                   |
| ---------- | -------------------------- | ---------- | ---------- | ---------------- | ------------------- | ------------------------ |
| 1964年10月 | ホラ吹き太閤記             | 古澤憲吾   | 木下藤吉郎 | 織田家           | 寧子 （浜美枝）     | だまって俺について来い   |
| 1964年12月 | 花のお江戸の無責任         | 山本嘉次郎 | 古谷助六   | 播随院長兵衛一家 | 揚巻太夫 （団令子） | 無責任数え歌             |
| 1966年1月  | クレージーの無責任清水港   | 坪島孝     | 追分三五郎 | 次郎長一家       | お雪 （浜美枝）     | たそがれ忠治 -義理と人情 |
| 1970年1月  | クレージーの殴り込み清水港 | 坪島孝     | 追分三五郎 | 次郎長一家       | お雪 （星由里子）   | 旅の空                   |

### 傍系作品
上記30作以外のクレージーキャッツ主演作品。『空想天国』、『奇々怪々 俺は誰だ?!』、『喜劇 負けてたまるか!』の3本は谷啓主演。『喜劇 泥棒大家族 天下を盗る』は植木等主演。
| 公開年月   | タイトル                   | 監督   | 主人公     | 会社･組織名      | マドンナ                  | 主題歌               |
| ---------- | -------------------------- | ------ | ---------- | ---------------- | ------------------------- | -------------------- |
| 1968年8月  | 空想天国                   | 松森健 | 田丸圭太郎 | 山水建設         | 山村宏子 （酒井和歌子）   | 夢が夢がこぼれる     |
| 1969年9月  | 奇々怪々 俺は誰だ?!        | 坪島孝 | 鈴木太郎   | 牛印乳業         | 種村百合子 （吉田日出子） | 吹けば飛ぶよな平社員 |
| 1970年6月  | 喜劇 負けてたまるか!       | 坪島孝 | 寺川友三   | 放送企画研究所   | 寺川良子 （浜美枝）       | 水虫魂               |
| 1972年10月 | 喜劇 泥棒大家族 天下を盗る | 坪島孝 | 猪狩時之助 | 筑豊炭田泥棒一家 | 猪狩アケミ （八並映子）   | -                    |

## 主な出演者

### マドンナ
初期の代表的なマドンナは団令子である。最も多くの作品に出演したマドンナは浜美枝である。野川由美子も、特に『007は二度死ぬ』に出演した浜の不在期間を中心に多く出演し、シリーズを支えた。クレージーキャッツと同じ渡辺プロに在籍していた“スパーク3人娘”からは、中尾ミエと園まりが複数の作品に出演している。また、五社協定がゆるんだ結果として、『日本一の男の中の男』には日活から浅丘ルリ子が出演している。

### その他常連
- 21作出演 - 人見明
- 14作出演 - 大前亘・桐野洋雄・田武謙三・広瀬正一
- 12作出演 - 石田茂樹
- 11作出演 - 荒木保夫・草川直也・清水元・二瓶正也
- 10作出演 - 佐田豊・藤田まこと
- 9作出演 - 大友伸・鈴木和夫・由利徹
- 8作出演 - 浦山珠実・岡豊・沢村いき雄・塩沢とき
- 7作出演 - 井上大介・越後憲三・岡部正・小川安三・北竜二・澁谷英男・進藤英太郎・東野英治郎・藤木悠・松本染升
- 6作出演 - 有島一郎・アンドリュー・ヒューズ・伊藤実・門脇三郎・清水由記・田崎潤・土屋詩朗・中山豊・なべおさみ・藤山陽子

ほかに、淡路恵子は『クレージー作戦 先手必勝』から『無責任遊侠伝』まで、約1年4か月の間に『日本一のホラ吹き男』を除く5作品に出演した。また、植木等の付き人兼運転手として芸能界入りした小松政夫は、『日本一のホラ吹き男』へのエキストラ出演を皮切りに『大冒険』のバイクスタントを務めるなど、クレジットされていないエキストラ・端役等を含めると、数多くの作品に出演している。

## DVD

### 大冒険
円谷英二生誕100年を記念して制作・発売された（『大冒険』で円谷英二は特技監督を担当）。オリジナル音声に加え、新たにリミックスを行った5.1chサラウンド音声、谷啓によるオーディオコメンタリー、BGM&SONGトラック（セリフ・効果音抜きの音声）も収録。ジュエルケース仕様。
- 発売日：2001年4月21日

|   | 公開年 | タイトル |
| - | ------ | -------- |
| 1 | 1965年 | 大冒険   |

### 無責任ボックス
- 発売日：2005年9月30日
- 販売生産番号：TDV15293D

|   | 公開年 | タイトル                       | 特典                                         | 販売生産番号 |
| - | ------ | ------------------------------ | -------------------------------------------- | ------------ |
| 1 | 1962年 | ニッポン無責任時代             | オーディオコメンタリー：横山照子（記録）     | TDV15290D    |
| 2 | 1962年 | ニッポン無責任野郎             | オーディオコメンタリー：板野義光（監督助手） | TDV15291D    |
| 3 | 1963年 | クレージー作戦 くたばれ!無責任 | オーディオコメンタリー：坪島孝監督           | TDV15292D    |
| 4 | 1984年 | クレージーキャッツデラックス   | -                                            | TDV15289D    |

### 大冒険（再発盤）
『無責任ボックス』と同日に、トールケース仕様で再発売された。オーディオコメンタリー等のディスク仕様は、2001年発売のものと同一。
- 発売日：2005年9月30日
- 販売生産番号：TDV-15294D

|   | 公開年 | タイトル | 特典                         | 販売生産番号 |
| - | ------ | -------- | ---------------------------- | ------------ |
| 1 | 1965年 | 大冒険   | オーディオコメンタリー：谷啓 | TDV-15294D   |

### 作戦ボックス
- 発売日：2006年1月27日
- 販売生産番号：TDV16003D

|   | 公開年 | タイトル                 | 特典                                                | 販売生産番号 |
| - | ------ | ------------------------ | --------------------------------------------------- | ------------ |
| 1 | 1963年 | 香港クレージー作戦       | オーディオ・コメンタリー：谷啓・中尾ミエ            | TDV16004D    |
| 2 | 1967年 | クレージー黄金作戦       | オーディオ・コメンタリー：谷啓・園まり・坪島 孝監督 | TDV16005D    |
| 3 | 1968年 | クレージーメキシコ大作戦 | オーディオ・コメンタリー：犬塚弘・大森幹彦          | TDV16006D    |

### 日本一ボックス
- 発売日：2006年5月26日
- 販売生産番号：TDV16131D

|   | 公開年 | タイトル           | 特典                                                        | 販売生産番号 |
| - | ------ | ------------------ | ----------------------------------------------------------- | ------------ |
| 1 | 1963年 | 日本一の色男       | クレージー・ムービー ロケ地探訪「大和証券編」               | TDV16132D    |
| 2 | 1964年 | 日本一のホラ吹き男 | 東宝クレージー映画紳士録 『古澤憲吾監督』                   | TDV16133D    |
| 3 | 1965年 | 日本一のゴマすり男 | クレージー・ムービー ロケ地探訪「ヤナセ編」                 | TDV16134D    |
| 4 | 1966年 | 日本一のゴリガン男 | 東宝クレージー映画紳士録 スペシャル・インタビュー『人見明』 | TDV16135D    |

### 時代劇ボックス
- 2006年9月22日発売
- 販売生産番号：TDV16190D

|   | 公開年 | タイトル                   | 特典                                           | 販売生産番号 |
| - | ------ | -------------------------- | ---------------------------------------------- | ------------ |
| 1 | 1964年 | ホラ吹き太閤記             | オーディオ・コメンタリー：浜美枝               | TDV16191D    |
| 2 | 1964年 | 花のお江戸の無責任         | オーディオ・コメンタリー：草笛光子             | TDV16192D    |
| 3 | 1966年 | クレージーの無責任清水港   | オーディオ・コメンタリー：坪島孝監督           | TDV16193D    |
| 4 | 1970年 | クレージーの殴り込み清水港 | オーディオ・コメンタリー：小松政夫／なべおさみ | TDV16194D    |

### 大作戦ボックス
- 2006年12月15日発売
- 販売生産番号：TDV16262D

|   | 公開年 | タイトル               | 特典                                 | 販売生産番号 |
| - | ------ | ---------------------- | ------------------------------------ | ------------ |
| 1 | 1964年 | 無責任遊侠伝           | オーディオ・コメンタリー：淡路恵子   | TDV16263D    |
| 2 | 1966年 | クレージー大作戦       | 映像特典：東宝クレージー映画への誘い | TDV16264D    |
| 3 | 1967年 | クレージーだよ天下無敵 | 映像特典：ロケ地探訪天下無敵編       | TDV16265D    |

### 奇想天外ボックス
- 2007年6月22日発売
- 販売生産番号：TDV17165D

|   | 公開年 | タイトル                       | 特典                                       | 販売生産番号 |
| - | ------ | ------------------------------ | ------------------------------------------ | ------------ |
| 1 | 1963年 | クレージー作戦 先手必勝        | クレージー映画への招待・東宝撮影所編       | TDV17166D    |
| 2 | 1966年 | クレージーだよ奇想天外         | オーディオ・コメンタリー：坪島孝監督       | TDV17167D    |
| 3 | 1969年 | クレージーのぶちゃむくれ大発見 | 植木等スペシャル・インタビュー（音声のみ） | TDV17168D    |
| 4 | 1969年 | クレージーの大爆発             | オーディオ・コメンタリー：中野昭慶特技監督 | TDV17169D    |

### 怪々?!怪盗ボックス
- 2007年8月10日発売
- 販売生産番号：TDV17234D

|   | 公開年 | タイトル               | 特典 | 販売生産番号 |
| - | ------ | ---------------------- | ---- | ------------ |
| 1 | 1967年 | クレージーの怪盗ジバコ | -    | TDV17235D    |
| 2 | 1967年 | 日本一の男の中の男     | -    | TDV17236D    |
| 3 | 1968年 | 空想天国               | -    | TDV17237D    |
| 4 | 1969年 | 奇々怪々 俺は誰だ?!    | -    | TDV17238D    |

### 植木等のゴクラク映画ボックス
- 2008年3月28日発売
- 販売生産番号：TDV18153D

|   | 公開年 | タイトル         | 特典 | 販売生産番号 |
| - | ------ | ---------------- | ---- | ------------ |
| 1 | 1968年 | 日本一の裏切り男 | -    | TDV18154D    |
| 2 | 1969年 | 日本一の断絶男   | -    | TDV18155D    |
| 3 | 1963年 | ハイハイ3人娘    | -    | TDV18156D    |
| 4 | 1962年 | 若い季節 (映画)  | -    | TDV18157D    |
| 5 | 1964年 | 続・若い季節     | -    | TDV18157D    |

『無責任ボックス』（2005年）〜『植木等のゴクラク映画ボックス』（2008年）は、2005年のクレージー結成50周年を記念して販売。年に2、3回程度のペースでリリースされていたが、2008年を最後に、新たなリリースはない。なお、すべてのボックス収録作品は単品としても発売されており（『若い季節』『続・若い季節』は2作品パックで販売）、『ゴクラク映画ボックス』所収の（『ハイハイ3人娘』を除く）4作品以外はすべて、セル版DVDと同一の仕様でレンタルも行われている。

## DVDマガジン
2013年4月より、東宝喜劇の中から全50作品を集めたDVDマガジン「東宝 昭和の爆笑喜劇」が、講談社より隔週火曜日に発売（発売日が正月および盆休みとかぶる場合は繰り上げ）。本シリーズは既にDVD化された『ニッポン無責任時代』から『クレージーの殴り込み清水港』までの26作を発売。第1号から第10号までは、発売開始前に編集部が読者アンケートを実施し、ベスト10に入った作品を人気順に発売し、その後は他作品と交互に発売。その後、クレージー全員が助演した『若い季節』と、続編の『続・若い季節』も発売した。
DVDには本編の他、植木の付き人だった小松政夫による解説、次回発売作の予告編、ニュース映画などを収録。付属のマガジンには内容紹介の他、復刻ポスター（縮刷版）・スピードポスターなどの宣材コレクション・登場人物・主人公紹介・挿入歌・出演女優の紹介・犬塚弘、浜美枝をはじめとするキャストやスタッフ等へのインタビューなどが掲載されている。
なおこれより前の2012年3月13日には、デアゴスティーニ・ジャパンから発売されたDVDマガジン「東宝特撮映画 DVDコレクション」の第65号（最終号）として、『大冒険』が発売された。
| 号数   | 発売日   | タイトル                       |
| ------ | -------- | ------------------------------ |
| 2013年 |          |                                |
| 1      | 4月9日   | ニッポン無責任時代             |
| 2      | 4月23日  | 日本一のホラ吹き男             |
| 3      | 5月7日   | ニッポン無責任野郎             |
| 4      | 5月21日  | 日本一のゴマすり男             |
| 5      | 6月4日   | クレージー黄金作戦             |
| 6      | 6月18日  | 日本一の色男                   |
| 7      | 7月2日   | クレージーメキシコ大作戦       |
| 8      | 7月16日  | 日本一の男の中の男             |
| 9      | 7月30日  | ホラ吹き太閤記                 |
| 10     | 8月9日   | クレージーの大爆発             |
| 12     | 9月10日  | 香港クレージー作戦             |
| 14     | 10月8日  | クレージーの怪盗ジバコ         |
| 16     | 11月5日  | クレージー作戦 くたばれ!無責任 |
| 18     | 12月3日  | 日本一のゴリガン男             |
| 20     | 12月28日 | クレージー大作戦               |
| 2014年 |          |                                |
| 22     | 1月28日  | 大冒険                         |
| 24     | 2月25日  | クレージー作戦 先手必勝        |
| 26     | 3月25日  | クレージーの無責任清水港       |
| 28     | 4月22日  | クレージーの殴り込み清水港     |
| 30     | 5月20日  | クレージーだよ奇想天外         |
| 32     | 6月17日  | 花のお江戸の無責任             |
| 34     | 7月15日  | クレージーだよ天下無敵         |
| 36     | 8月12日  | 無責任遊侠伝                   |
| 38     | 9月9日   | 日本一の裏切り男               |
| 40     | 10月7日  | クレージーのぶちゃむくれ大発見 |
| 42     | 11月4日  | 日本一の断絶男                 |
| 44     | 12月2日  | 若い季節                       |
| 46     | 12月29日 | 続・若い季節                   |

## その他の作品一覧
その他のクレージーキャッツのメンバーの主演(出演)喜劇映画

### 大映作品
| 公開年 | タイトル                                    | 監督     | 主人公                                   | 会社･組織名              | マドンナ                                 | 主題歌       |
| ------ | ------------------------------------------- | -------- | ---------------------------------------- | ------------------------ | ---------------------------------------- | ------------ |
| 1962年 | スーダラ節 わかっちゃいるけどやめられねぇ   | 弓削太郎 | 石橋信一（川口浩）、夢田春夫（川崎敬三） | 会社                     | 荒牧しのぶ（藤原礼子）、弓子（澁沢詩子） | スーダラ節   |
| 1962年 | サラリーマンどんと節 気楽な稼業と来たもんだ | 枝川弘   | 柏木洋介（川崎敬三）                     | 三日月物産（株）信濃支社 | 大島孝子（万里昌代）                     | ドント節     |
| 1965年 | ほんだら剣法                                | 森一生   | 磯川兵助（犬塚弘）                       | 仙台伊達藩               | 泉津絵（坪内ミキ子）                     | ほんだら剣法 |
| 1966年 | ほんだら捕物帖                              | 森一生   | 目白六平太（犬塚弘）                     | 江戸上屋敷               | お勝（藤村志保）                         | -            |

### 松竹作品
| 公開年 | タイトル                     | 監督       | 主人公                                     | 会社･組織名･舞台                  | マドンナ                       | 主題歌 |
| ------ | ---------------------------- | ---------- | ------------------------------------------ | --------------------------------- | ------------------------------ | ------ |
| 1962年 | クレージーの花嫁と七人の仲間 | 番匠義彰   | 浅川安治（ハナ肇）                         | にしき                            | 杉本邦江（高千穂ひづる）       | -      |
| 1964年 | 馬鹿まるだし                 | 山田洋次   | 松本安五郎（ハナ肇）                       | 浄念寺                            | 夏子（桑野みゆき）             | -      |
| 1964年 | いいかげん馬鹿               | 山田洋次   | 海野安吉（ハナ肇）                         | 春ヶ島                            | 水上弓子（岩下志麻）           | -      |
| 1964年 | 馬鹿が戦車でやって来る       | 山田洋次   | サブ（ハナ肇）                             | 日永村                            | 紀子（岩下志麻）               | -      |
| 1965年 | 素敵な今晩わ                 | 野村芳太郎 | 浜村大介（犬塚弘）                         | 自動車教習所                      | 志藤由利子（岩下志麻）         | -      |
| 1966年 | 運が良けりゃ                 | 山田洋次   | 左官熊五郎（ハナ肇）                       | 向島山谷堀の裏長屋                | せい（倍賞千恵子）             | -      |
| 1966年 | なつかしい風来坊             | 山田洋次   | 伴源五郎（ハナ肇）                         | 茅ケ崎                            | 風見愛子（倍賞千恵子）         | -      |
| 1967年 | 喜劇 一発勝負                | 山田洋次   | 二宮孝吉（ハナ肇）                         | 二宮荘                            | 二宮信子（倍賞千恵子）         | -      |
| 1968年 | ハナ肇の一発大冒険           | 山田洋次   | 間貫一（ハナ肇）                           | 東京･千葉･横須賀･横浜･信濃路･能登 | 速水亜子（倍賞千恵子）         | -      |
| 1968年 | 温泉ゲリラ 大笑撃            | 市村泰一   | 大和大助（犬塚弘）、大和小助（なべおさみ） | 熱川興行                          | 加納江美子（香山美子）         | -      |
| 1968年 | 日本ゲリラ時代               | 渡辺祐介   | 忠太郎（犬塚弘）、金太（なべおさみ）       | フーテン共和国                    | 紅魔子（緑魔子）               | -      |
| 1969年 | 喜劇 一発大必勝              | 山田洋次   | 団寅造（ハナ肇）                           | 工業都市･長屋                     | 荒木つる代（倍賞千恵子）       | -      |
| 1970年 | アッと驚く為五郎             | 瀬川昌治   | 大岩為五郎（ハナ肇）                       | 高利貸恵比寿金融                  | 折原梨枝、折原志乃（梓みちよ） | -      |
| 1970年 | なにがなんでも為五郎         | 野村芳太郎 | 坂東為五郎（ハナ肇）                       | 赤城屋旅館                        | 千代（光本幸子）               | -      |
| 1971年 | やるぞみておれ為五郎         | 野村芳太郎 | 坂東為五郎（ハナ肇）                       | 赤塚土建                          | お蝶（光本幸子）               | -      |
| 1971年 | 花も実もある為五郎           | 野村芳太郎 | 坂東為五郎（ハナ肇）                       | 黒田屋                            | さゆり（范文雀）               | -      |
| 1972年 | 生まれかわった為五郎         | 森崎東     | 板東為五郎（ハナ肇）                       | 花田組                            | 大沼シカ子（緑魔子）           | -      |
| 1972年 | 喜劇 社長さん                | 大嶺俊順   | 伴太（ハナ肇）                             | ドリーム・トーイ                  | 鳴海順子（倍賞千恵子）         | -      |
| 1973年 | 喜劇 ここから始まる物語      | 斎藤耕一   | 植田順平、植島順一（植木等）               | 出版社、新興宗教                  | 直子、直美（山口いづみ）       | -      |
| 1988年 | 会社物語 MEMORIES OF YOU     | 市川準     | 花岡始（ハナ肇）                           | 商事会社                          | 由美（西山由美）               | -      |

### 東映作品
| 公開年 | タイトル                 | 監督     | 主人公           | 会社･組織名    | マドンナ                 | 主題歌     |
| ------ | ------------------------ | -------- | ---------------- | -------------- | ------------------------ | ---------- |
| 1964年 | 図々しい奴               | 瀬川昌治 | 戸田切人（谷啓） | 老舗虎屋       | 園田美津枝（佐久間良子） | 図々しい奴 |
| 1964年 | 続・図々しい奴           | 瀬川昌治 | 戸田切人（谷啓） | -              | 園田美津枝（佐久間良子） | 図々しい奴 |
| 1967年 | 喜劇 競馬必勝法          | 瀬川昌治 | 河辺春男（谷啓） | -              | 河辺みちえ（白川由美）   | 競馬必勝法 |
| 1968年 | 喜劇 競馬必勝法 一発勝負 | 瀬川昌治 | 古田茂作（谷啓） | 市営競馬場     | 古田マリ（橘ますみ）     | -          |
| 1968年 | 喜劇 競馬必勝法 大穴勝負 | 瀬川昌治 | 小原米松（谷啓） | 繊維問屋連合会 | 亀井かおる（十朱幸代）   | -          |

### 東宝作品
| 公開年 | タイトル          | 監督     | 主人公                                   | 会社･組織名             | マドンナ               | 主題歌 |
| ------ | ----------------- | -------- | ---------------------------------------- | ----------------------- | ---------------------- | ------ |
| 1963年 | イチかバチか      | 川島雄三 | 島千蔵（伴淳三郎）、大田原泰平（ハナ肇） | 南海製鋼                | 星崎由美子（団令子）   | -      |
| 1964年 | おれについてこい! | 堀川弘通 | 大松博文（ハナ肇）                       | 日本女子バレーボール    | 大松美智代（草笛光子） | -      |
| 1970年 | 喜劇 右むけェ左!  | 前田陽一 | 平山守（犬塚弘）、酒田正章（堺正章）     | 自衛隊                  | よし江（吉沢京子）     | -      |
| 1974年 | 喜劇 だましの仁義 | 福田純   | 川本純平（谷啓）                         | 総合商社角紅･自主民政党 | 村崎銀子（大楠道代）   | -      |

## 企画作品
企画や発表などはあったものの映画化には至らなかったクレージー映画。
| 公開・製作年 | 製作 | タイトル                                  | 監督     | 脚本                | 主演               | 備考 |
| ------------ | ---- | ----------------------------------------- | -------- | ------------------- | ------------------ | --- |
| 1960年代     | 東宝 | クレージーの悪党宣言                      | 古澤憲吾 | 田波靖男 松木ひろし | クレージーキャッツ | 『クレージー大作戦』の原型といわれる企画。                                                                                           |
| 1960年代     | 東宝 | クレージー作戦 素敵にオモシロイことしよう | -        | -                   | クレージーキャッツ | 『クレージーの怪盗ジバコ』の原型といわれる企画。                                                                                     |
| 1960年代     | 東宝 | 日本アパッチ族                            | 岡本喜八 | 山田信夫            | ハナ肇             | 小松左京原作のSF小説。ハナ肇主演で他のクレージーキャッツのメンバーは共演。                                                           |
| 1960年代     | 東宝 | 無責任捕虜収容所                          | -        | 小林信彦            | クレージーキャッツ | シンガポールが舞台の企画。 |
| 1960年代     | 東宝 | クレージーの大忍術                        | -        | -                   | クレージーキャッツ | - |
| 1960年代     | 東宝 | どっちもどっち                            | 古澤憲吾 | -                   | 谷啓・藤田まこと   | - |
| 1970年       | -    | ぶっつけろ                                | 市川崑   | -                   | ハナ肇・植木等     | - |
| 1970年       | 東宝 | 日本一の一発男                            | 坪島孝   | -                   | 植木等・加藤茶     | 『日本一のワルノリ男』の原型といわれる企画。                                                                                         |
| 1989年       | 東宝 | 帰ってきた無責任男                        | -        | -                   | 植木等             | 1980年代に入って製作された『帰ってきた若大将』と同様に企画されたもの。『若大将』の方は映画化されたがこちらは映画化には至らなかった。 |
| 1992年       | -    | 平成版・無責任男                          | -        | -                   | 植木等             | 1990年代初頭に再ブレイクした植木等主演で無責任男を復活させようとした企画。                                                           |